# لودفيغ نوربرت
لودفيغ نوربرت (بالفرنسية: Ludwig Norbert)‏ (19 نوفمبر 1983 في فرنسا - ) هو لاعب كرة قدم فرنسي في مركز الوسط. لعب مع توتنهام هوتسبير ونادي أنجيه ونادي رينجرز ونادي شاتورو ونادي كريتيل ونادي لوريان.

## وصلات خارجية
- لودفيغ نوربرت على موقع رابطة كرة القدم الفرنسية للمحترفين (الإنجليزية)
- لودفيغ نوربرت على موقع قاعدة بيانات كرة القدم.إي يو (الإنجليزية)